# Фабрика музыкальных инструментов имени А. В. Луначарского
Фабрика музыкальных инструментов имени А. В. Луначарского — предприятие, основанное в 1926 году в городе Ленинграде. Крупнейшее предприятие по производству щипковых музыкальных инструментов в СССР.

## История названий
- C 1818 до мая 1918 года — фабрика «К.М. Шрёдер».
- Май 1918 — Первая государственная фортепианная фабрика.
- 20 сентября 1922 — Первая государственная фортепианная фабрика имени А. В. Луначарского.
- 1926 — Фабрика народных музыкальных (щипковых) инструментов им. Луначарского[2].
- С 20 мая 1993 до 2005 года — АООТ «По производству народных музыкальных щипковых инструментов „Арфа“»[3].

## Описание
Фабрика выпускала полное семейство балалаек и домр, а также гусли, арфы, акустические гитары, двенадцатиструнные гитары и электрогитары, мандолины.
Главным конструктором фабрики был Бандас Лев Липович (ум. 2006), автор книг по изготовлению и ремонту щипковых музыкальных инструментов, и устройству и ремонту арф. Также был первой домрой оркестра народных инструментов Фабрики Луначарского. В начале 1960-х, за разработку двух моделей гитар с мензурой 610 и 650 мм, Л. Л. Бандас был удостоен серебряной и бронзовой медалей ВДНХ.
Специалисты фабрики: Белов Серафим Иванович, Минин Андрей Ефимович. Мастера по изготовлению инструментов: Сироткин Михаил Артемович (гитары) и др. Директор фабрики — Прохоров Сергей Петрович. Главный мастер мандолинного цеха — П. В. Оглоблин.
В 1932 году создан утильцех, в котором из отходов производства изготавливали детские игрушки.
В 1934 году фабрикой изготовлено 390 тысяч музыкальных инструментов, в 1948-м — 350 824. В 1956 году на фабрике трудились 1 500 человек. Среднегодовой объём производства этого периода составил 600 000 инструментов.

## Экспериментальный цех
В 1947 году начал работу экспериментальный цех индивидуальных заказов, производивший инструменты высокого качества. Цех располагался на третьем этаже здания фабрики. В этом цехе изготавливали арфы, шести-, семи- и двенадцатиструнные гитары. Балалайки и домры полностью изготавливались одним мастером. Начальником цеха был Богомолов Николай Константинович, мастером цеха — Григорьева Зинаида Александровна. Мастера по изготовлению музыкальных инструментов:
- Народные инструменты: Зуев Владимир Осипович (1950 г.р.), Григорьев Геннадий и др.
- Гитары: Хомячков Андрей Михайлович, Краснощеков Александр и др.

В 1948 году экспериментальный цех изготовил 191 инструмент.
С 1974 по 1991 год производились 12-струнные гитары, которые получили прозвище "луначарка" по названию места их производства. Прототипом этих гитар является Martin D12-20 1960-х годов. Главным мастером по изготовлению гитар был Андрей Хомячков. С 1976 по 1985 год на гитаре ставили знак качества СССР. На таких гитарах играли Виктор Цой, Александр Башлачёв, Юрий Наумов, Александр Розенбаум, Борис Гребенщиков, Юрий Шевчук и т.д.

## Арфный участок
Первое серийное производство арф в России (СССР) было осуществлено на Фабрике Луначарского. Разработчиками конструкции арфы были студенты Музыкального училища имени М. М. Ипполитова-Иванова Алексей Алексеевич Каплюк и Сергей Кузьмич Майков (1915—1950), в этом им помогала арфистка Дулова Вера Георгиевна. В 1937 году началось проектирование арфы, в 1945, после войны, работа по её созданию продолжилась и в декабре 1948-го были выпущены первые 10 арф. Мастера производственного участка арф экспериментального цеха: Виктор Дроздов (столяр), Сергей Васильев (позолотчик), В. С. Плотников (столяр-краснодеревщик) и др.

## Оркестр народных инструментов
В 1934 году при фабрике создан оркестр русских народных инструментов, организатором и первым руководителем которого был С. В. Проскуряков, художественным консультантом — В. В. Кацан. Последующие руководители: В. И. Зубарев, С. М. Уткин, Н. М. Селицкий. В. В. Борин (с 1959 года).

## Галерея

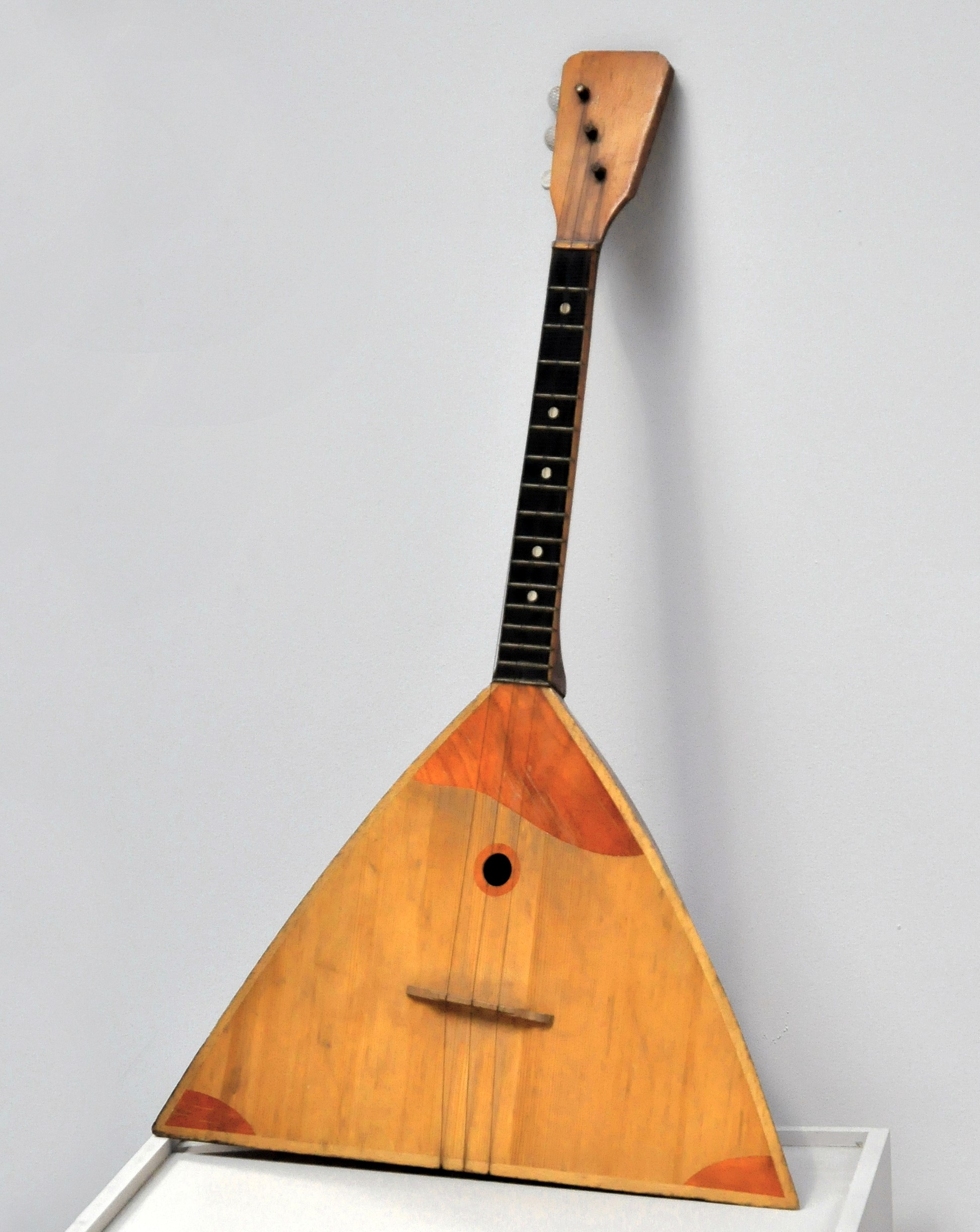
Балалайка  (прим. нач. 1970-х)12-струнная гитара Виктора Цоя (1978 год)
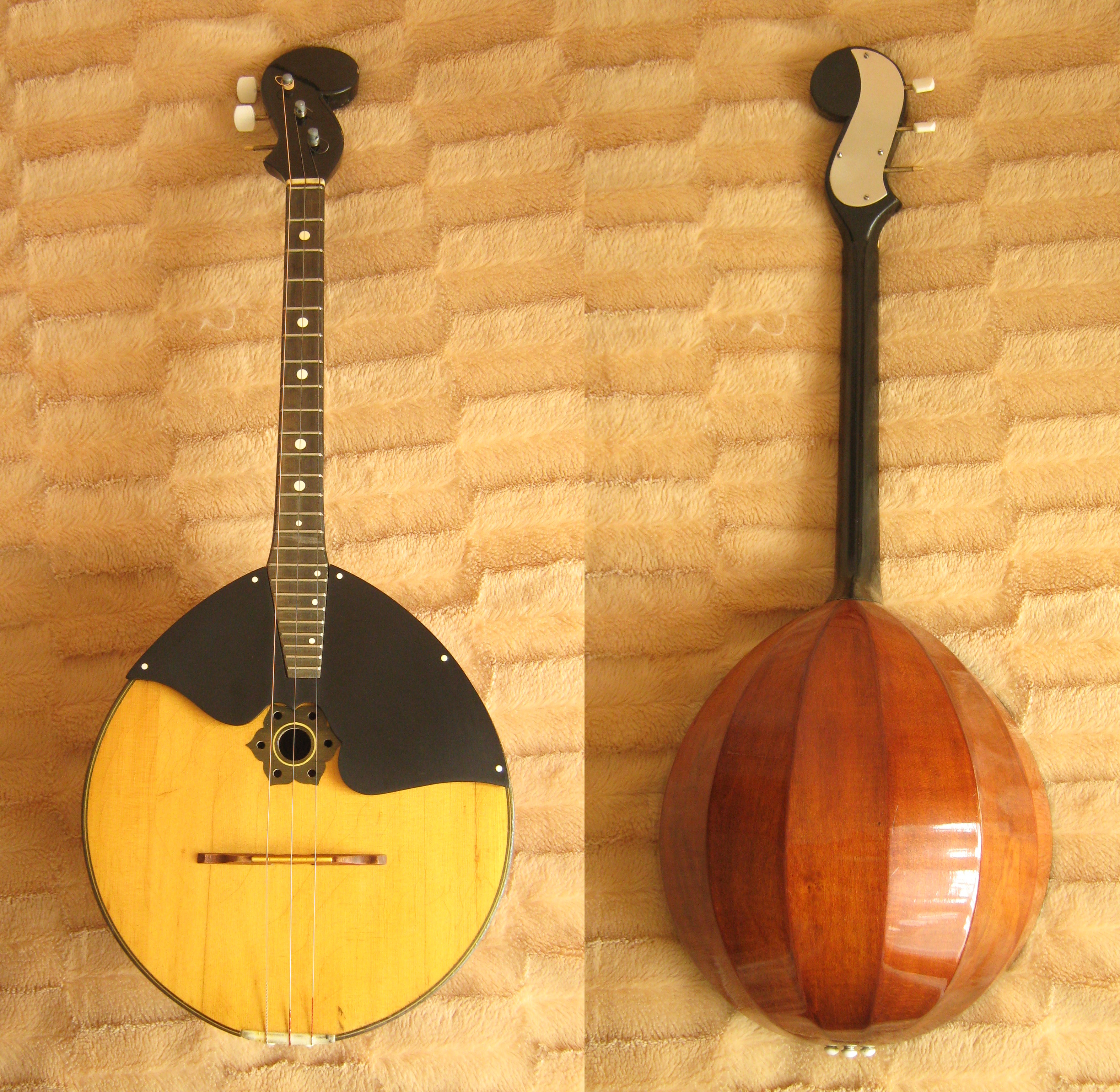
Домра малая из цеха индивидуальных заказов (1970-е)
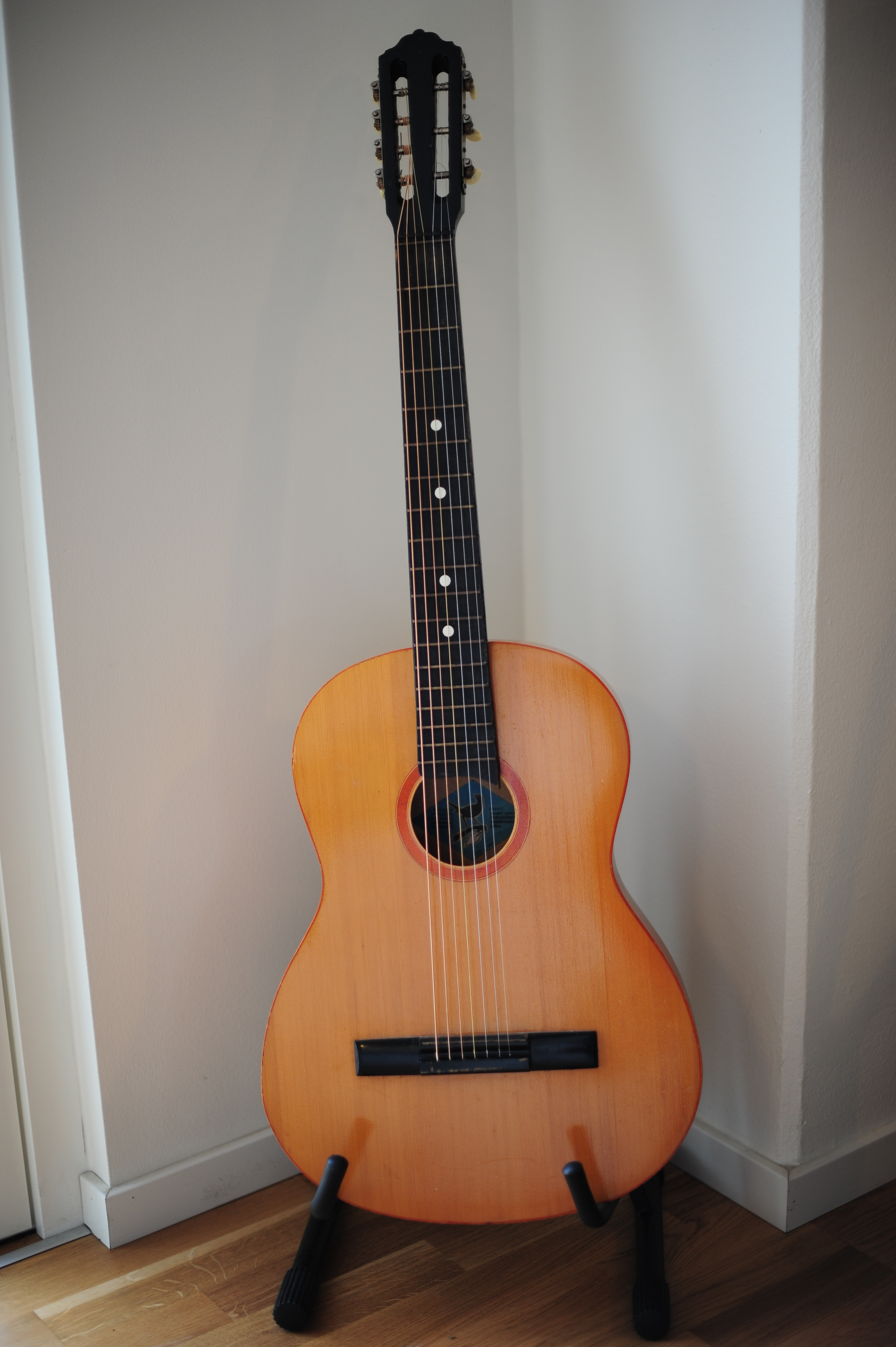
Семиструнная гитара

- На Викискладе есть медиафайлы по теме Инструменты фабрики Луначарского